# Malchow (Berlino)

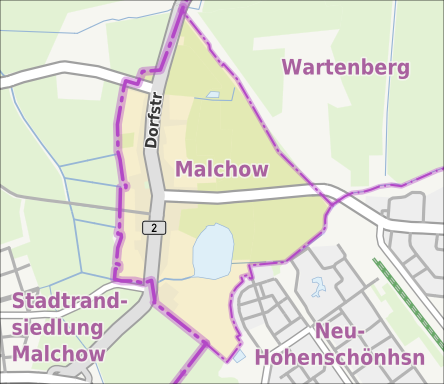
Mappa del quartiere

Malchow è un quartiere (Ortsteil) di Berlino, appartenente al distretto (Bezirk) di Lichtenberg.

L'Ortsteil Stadtrandsiedlung Malchow, nel distretto di Pankow, si estende immediatamente ad ovest del quartiere.